# Paris Football Club (féminines)
Maillots
Actualités
La section féminine du Paris Football Club est un club de football féminin français créé en 2017, à la suite de l'absorption du Football Club Féminin Juvisy Essonne par le Paris Football Club. Le club essonnien a initialement été créé en 1971 comme section féminine de l'Étoile sportive de Juvisy-sur-Orge, avant de faire scission avec cette dernière en 1985.
Les Franciliennes atteignent pour la première fois de leur histoire la Division 1 en 1980, après neuf années passées à gravir les échelons régionaux de la Ligue de Paris Île-de-France. Le club doit cependant attendre le début des années 1990, pour s'imposer comme un candidat sérieux au titre et ce malgré une place de finaliste de seconde division. Débute alors une période faste puisque le club décroche quatre titres en six ans et ne quitte plus les quatre premières places du championnat jusqu'à aujourd'hui, décrochant au passage deux nouveaux titres de championne et deux victoires en Coupe de France.
L'équipe fanion, entraînée par Sandrine Soubeyrand, évolue aujourd'hui au Stade Charléty à Paris (19 151 places) après avoir d'abord évolué au Stade Robert-Bobin de Bondoufle.

## Histoire

### Genèse du football féminin à Juvisy (1971-1985)
La pratique féminine du football à Juvisy-sur-Orge voit le jour peu de temps après la reconnaissance du football féminin par la FFF en mars 1970. À l'initiative de Florence Maréchal et Martine Micalaudis, filles et sœurs de joueurs de l'Étoile sportive de Juvisy (ESJ), une équipe de douze filles entraînées par Roger Micalaudi se forme au sein du club. Annie Fortems en est la première capitaine. Après plusieurs mois sans matchs officiels, elles disputent leur première compétition lors de la saison 1971-1972 avec l'organisation du premier Championnat de Paris. Pour encadrer de plus en plus de joueuses et une équipe de plus en plus compétitive, Roger Micalaudis s'entoure assez rapidement de M. Quintaine et M. Sittler. Ce trio mène pendant dix ans l'ESJ au plus haut niveau. En 1976, l'ESJ réalise le doublé Coupe de Paris / Championnat de Paris et se qualifie pour le Championnat de France pour la première fois. Les premières années, les Juvisiennes ne parviennent pas à se qualifier pour les phases finales du championnat, mais trouvent le succès à l'international. En effet, elles glanent en 1979 le tournoi international de Bruxelles face à des équipes belges, hollandaises, allemandes et anglaises. À la suite de cet exploit, les Juvisiennes sont invitées au tournoi international de Eindhoven/Braakhuisen, compétition qu'Annie Fortems et ses coéquipières remportent trois fois en trois participations. Ces succès marquent l'apogée de cette génération de pionnières.

### Juvisy au sommet du football français (1985-2006)
En 1985, les féminines font scission avec l'Étoile sportive de Juvisy, qui tombe dans l'anonymat. Le Football Club Féminin de Juvisy (FCF Juvisy), club exclusivement féminin, est ainsi créé. En 1986, le club retrouve le plus haut niveau national et ne le quittera plus. En 1992, le FCF Juvisy d'Aline Riera, Hélène Hillion et Sandrine Fusier décroche son premier titre de champion de France en battant en finale le Saint-Brieuc SC sur le score de 3 trois buts à 2. Juvisy s'impose alors comme l'un des meilleurs clubs français en remportant par la suite cinq autres titres de champion de France et un Challenge de France en 2005. Il dispute la suprématie française avec le FC Lyon dans les années 90 puis également avec Toulouse dans les années 2000, avant que l'Olympique lyonnais reprenne le club lyonnais et s'impose largement au sommet français. Championnes de France en 2003, les Juvisiennes participent cette année-là pour la première fois à la Coupe féminine de l'UEFA, s'arrêtant en phase de poules.
Ne s'appuyant sur aucune structure professionnelle masculine, le club développe son propre modèle pour performer au plus haut niveau. En lien avec la municipalité de Juvisy-sur-Orge, il développe l'idée du « double projet » pour que les joueuses puissent subvenir à leurs besoins. En parallèle de leur carrière sportive, les joueuses poursuivent leurs études ou travaillent. Elles se voient proposer des cursus de formation à l'enseignement du sport à la fac d'Évry ou à Orsay, un poste de surveillante dans un collège de la ville, un poste au service des sports du département ou de Juvisy, ou encore un emploi chez l'un des sponsors du club.

### Juvisy se maintient au plus haut niveau (2006-2017)
À l'issue de la saison 2009-2010, le club termine vice-champion et se qualifie pour la Ligue des champions féminine de l'UEFA 2010-2011, pour la première fois depuis la réforme de la compétition européenne en 2009. Jusivy, qui n'est pas parvenu à étoffer son groupe, voit son aventure européenne s'arrêter en quart de finale, en étant largement battu par Potsdam. Deux ans plus tard, le club accède pour la première fois de son histoire en demi-finale de la Ligue des champions grâce à deux succès contre Göteborg (1-0, 1-3). Les Juvisiennes rencontrent alors l'Olympique lyonnais pour la première demi-finale 100 % française de l'histoire. Après une défaite 3-0 à l'aller, les Lyonnaises enfoncent le clou au retour (défaite 1-6 pour Juvisy au stade Robert-Bobin devant 10 000 spectateurs) et élimine les Juvisiennes.
À l'intersaison suivante, Juvisy se renforce avec les arrivées des internationales Sandrine Brétigny et de Céline Deville, un an après le recrutement de Julie Soyer, Sandrine Dusang et Camille Catala. Ces investissements avec l'affirmation de la semi-professionnalisation doivent permettre du club de tenir le haut de tableau du championnat face aux clubs professionnels que sont l'OL et le PSG,. Le modèle de Juvisy montre toutefois ses limites face aux mastodontes du championnat, le club ne parvenant plus progressivement à se battre pour la 2e place du championnat et va même jusqu'à finir à la 5e place en 2017, son pire résultat depuis plusieurs décennies.

### Nouvel élan avec le Paris FC (depuis 2017)
La présidente du club Marie-Christine Terroni sollicite ainsi en 2016 le président de la FFF Noël Le Graët pour trouver une solution afin de préserver le club. Il organise alors le rapprochement entre Terroni et Pierre Ferracci, président du Paris FC. Après un an de discussions, les deux présidents annoncent la fusion de leurs deux clubs au cours d'une conférence de presse donnée dans le stade Robert-Bobin le 25 mars 2017. Le FCF Juvisy devenant la section féminine du Paris FC doit ainsi bénéficier de plus de moyens dans un championnat de plus en plus compétitif et professionnel. Par ailleurs, l'équipe féminine évoluera à Bondoufle au stade Robert-Bobin, tout ayant la possibilité de jouer certains matchs au Stade Charléty, où joue le Paris FC. Non sans difficultés, la fusion est finalement entérinée début juillet 2017. Avec plus de 400 licenciés, la nouvelle section féminine devient la plus grande de France, s'appuyant sur le riche bassin parisien.
Misant sur sa formation, les féminines du Paris FC ne voient pas les résultats arriver les premières saisons après la fusion, stagnant à la 4e et 5e place du championnat. Mais bénéficiant progressivement de meilleures infrastructures communes avec l'équipe masculine de Ligue 2 au nouveau centre d'entraînement du PFC inauguré en 2019 à Orly, ainsi que d'un fonctionnement plus professionnel avec un budget important, les Parisiennes vont peu à peu s'imposer comme la troisième force de la D1 derrière l'OL et le PSG.
Elles retrouvent ainsi en 2022 la Ligue des champions, une première sous la bannière du PFC, dix ans après l'élimination de Juvisy par Lyon en demi-finales de l'édition 2012-2013,. Le parcours européen s'arrête prématurément, le PFC étant battu aux tirs au but par l’AS Rome au premier tour de qualification.
En 2023, elles participent pour la seconde année consécutive aux barrages de la Ligue des champions et réalisent l'exploit de se qualifier pour le deuxième tour face à Arsenal après un match nul 3-3 et une victoire aux tirs au but (4-3), éliminant l'équipe anglaise demi-finaliste de la compétition la saison précédente. Puis elles se qualifient pour la phase de poules de la compétition phare du football européen en éliminant Wolfsburg, finaliste de l'épreuve précédente. Pour son premier match de poule, le Paris FC s'incline contre le BK Häcken (1-2) , et contre Chelsea pour son second match (4-1). Elles se reprennent lors du 3ème match en battant le Real Madrid (2-1).

### Identité visuelle

Logo historique
Logo des 30 ans du FCF Juvisy
Ancien logo du FCF Juvisy Essonne
Ancien logo du FCF Juvisy Essonne (2014-2017)
Ancien logo du Paris FC (2017-2024)
Logo actuel du Paris FC (2024-)

## Résultats sportifs

### Palmarès
Le palmarès de la section féminine du Paris FC, anciennement FCF Juvisy, comporte six Championnats de France et deux Coupes de France.
À noter plusieurs participations à la Ligue des champions et notamment une demi-finale lors de la saison 2012-2013 contre l'Olympique lyonnais.
Le tableau suivant liste le palmarès du club actualisé à l'issue de la saison 2024-2025 dans les différentes compétitions officielles aux niveaux national et régional.
| Compétitions nationales | Compétitions internationales                             |
| --- | -------------------------------------------------------- |
| - Championnat de France (6) - Champion : 1992, 1994, 1996, 1997, 2003, 2006. - Vice-champion : 1993, 1998, 2000, 2002, 2005, 2008, 2010, 2012. - Championnat de France de Division 2 - Vice-champion : 1986. - Coupe de France (2) - Vainqueur : 2005 et 2025. - Demi-finaliste : 2002, 2003, 2006, 2008, 2009, 2010, 2011, 2014. | - Ligue des champions de l'UEFA - Demi-finaliste : 2013. |
| - Championnat de France (6) - Champion : 1992, 1994, 1996, 1997, 2003, 2006. - Vice-champion : 1993, 1998, 2000, 2002, 2005, 2008, 2010, 2012. - Championnat de France de Division 2 - Vice-champion : 1986. - Coupe de France (2) - Vainqueur : 2005 et 2025. - Demi-finaliste : 2002, 2003, 2006, 2008, 2009, 2010, 2011, 2014. | Compétitions régionales                                  |
| - Championnat de France (6) - Champion : 1992, 1994, 1996, 1997, 2003, 2006. - Vice-champion : 1993, 1998, 2000, 2002, 2005, 2008, 2010, 2012. - Championnat de France de Division 2 - Vice-champion : 1986. - Coupe de France (2) - Vainqueur : 2005 et 2025. - Demi-finaliste : 2002, 2003, 2006, 2008, 2009, 2010, 2011, 2014. | Votre aide est la bienvenue                              |

### Bilan saison par saison
Le tableau suivant retrace le parcours du club depuis la création du Championnat de France sous le nom d'ES Juvisy-sur-Orge, puis sous le nom de FCF Juvisy entre 1985 et 2017 et enfin sous le nom de Paris FC depuis 2017.
| Saison    | Division 1                                    | Division 2 | Divisions régionales | Coupe de France     | Ligue des champions |
| --------- | --------------------------------------------- | ---------- | -------------------- | ------------------- | ------------------- |
| 1974-1980 | -                                             |            | ...                  |                     |                     |
| 1980-1981 | Premier tour                                  | -          |                      |                     |                     |
| 1981-1982 | Premier tour                                  | -          |                      |                     |                     |
| 1982-1983 | 3e (Gr. A)                                    | -          | -                    |                     |                     |
| 1983-1984 | 2e (Gr. D)                                    | -          | -                    |                     |                     |
| 1984-1985 | 5e (Gr. C)                                    | -          | -                    |                     |                     |
| 1985-1986 | -                                             | Finaliste  | -                    |                     |                     |
| 1986-1987 | 4e (Gr. F)                                    |            | -                    |                     |                     |
| 1987-1988 | 4e (Gr. A)                                    | -          |                      |                     |                     |
| 1988-1989 | 3e (Gr. A)                                    | -          |                      |                     |                     |
| 1989-1990 | Demi-finaliste                                | -          |                      |                     |                     |
| 1990-1991 | Demi-finaliste                                | -          |                      |                     |                     |
| 1991-1992 | Champion                                      | -          |                      |                     |                     |
| 1992-1993 | 2e                                            | -          | -                    |                     |                     |
| 1993-1994 | Champion                                      | -          | -                    |                     |                     |
| 1994-1995 | 3e                                            | -          | -                    |                     |                     |
| 1995-1996 | Champion                                      | -          | -                    |                     |                     |
| 1996-1997 | Champion                                      | -          | -                    |                     |                     |
| 1997-1998 | 2e                                            | -          | -                    |                     |                     |
| 1998-1999 | 3e                                            | -          | -                    |                     |                     |
| 1999-2000 | 2e (Phase régulière) 2e (Tournoi final)       | -          | -                    |                     |                     |
| 2000-2001 | 1er (Phase régulière) 3e (Tournoi final)      | -          | -                    |                     |                     |
| 2001-2002 | 1er (Phase régulière) 2e (Tournoi final)      | -          | -                    | Demi-finaliste      | -                   |
| 2002-2003 | 2e (Phase régulière) Champion (Tournoi final) | -          | -                    | Demi-finaliste      | -                   |
| 2003-2004 | 4e (Phase régulière) 3e (Tournoi final)       | -          | -                    | 1/4 de finale       | Deuxième tour       |
| 2004-2005 | 2e                                            | -          | -                    | Vainqueur           | -                   |
| 2005-2006 | Champion                                      | -          | -                    | Demi-finaliste      | -                   |
| 2006-2007 | 3e                                            | -          | -                    | 1/8e de finale      | Premier tour        |
| 2007-2008 | 2e                                            | -          | -                    | Demi-finaliste      | -                   |
| 2008-2009 | 3e                                            | -          | -                    | Demi-finaliste      | -                   |
| 2009-2010 | 2e                                            | -          | -                    | Demi-finaliste      | -                   |
| 2010-2011 | 4e                                            | -          | -                    | Demi-finaliste      | 1/4 de finale       |
| 2011-2012 | 2e                                            | -          | -                    | 1/8e de finale      | -                   |
| 2012-2013 | 3e                                            | -          | -                    | 1/8e de finale      | Demi-finaliste      |
| 2013-2014 | 3e                                            | -          | -                    | Demi-finaliste      | -                   |
| 2014-2015 | 3e                                            | -          | -                    | 1/4 de finale       | -                   |
| 2015-2016 | 4e                                            | -          | -                    | 1/8e de finale      | -                   |
| 2016-2017 | 5e                                            | -          | -                    | 1/4 de finale       | -                   |
| 2017-2018 | 4e                                            | -          | -                    | 1/16e de finale     | -                   |
| 2018-2019 | 5e                                            | -          | -                    | Demi-finaliste      | -                   |
| 2019-2020 | 5e                                            | -          | -                    | 16es de finale      | -                   |
| 2020-2021 | 4e                                            | -          | -                    | Compétition arrêtée | -                   |
| 2021-2022 | 3e                                            | -          | -                    | 1/4 de finale       | -                   |
| 2022-2023 | 3e                                            | -          | -                    | 16es de finale      | Premier tour        |
| 2023-2024 | 3e                                            | -          | -                    | Demi-finaliste      | Phase de Groupes    |

## Effectif professionnel actuel

### Joueuses prêtées
Le tableau suivant liste les joueuses en prêt pour la saison 2024-2025.
| \| \| P. \| Nat. \| Nom \| Date de naissance \| Sélection \| Club en prêt \| \| \| 999 \| M \| \| Adja Binaté \| 07/05/2003 (22 ans) \| France -19 ans \| US Orléans \| \| |    |                      |             |                     |                |              |  |
| | P. | Nat.                 | Nom         | Date de naissance   | Sélection      | Club en prêt |  |
| 999 | M  | Drapeau de la France | Adja Binaté | 07/05/2003 (22 ans) | France -19 ans | US Orléans   |  |

|     | P. | Nat.                 | Nom         | Date de naissance   | Sélection      | Club en prêt |  |
| 999 | M  | Drapeau de la France | Adja Binaté | 07/05/2003 (22 ans) | France -19 ans | US Orléans   |  |

## Personnalités du club

### Présidentes
- Daniel Fusier[29] (1996-2008)
- Marie-Christine Terroni (depuis 2007)

### Entraîneurs
- Roger Micalaudi
- Claude Deville Cavellin (1989-1993 ; 1997-1999)
- Pascal Gressani[30] (2002-2006)
- Éric Duprat[31] (1993-1997 ; 2006-2009)
- Sandrine Mathivet (2009-2013)
- Pascal Gouzènes (2013-2015)
- Emmanuel Beauchet (2015-2017)
- Pascal Gouzènes (2017-2018)
- Sandrine Soubeyrand (depuis 2018)

### Joueuses emblématiques
- Sandrine Soubeyrand (2000-2014), 320 matchs (56 buts)
- Marinette Pichon (2004-2007), 68 matchs (103 buts)
- Gaëtane Thiney (2008-), 306 matchs (168 buts)
- Laëtitia Tonazzi (2001-2012), 235 matchs (208 buts)
- Amélie Coquet (2005-2016), 254 matchs (? buts)
- Nelly Guilbert (1998-2016), 334 matchs (55 buts)
- Annaïg Butel (2007-), 270 matchs (11 buts)
- Gwenaëlle Butel (2004-2016), 224 matchs (? buts)
- Émilie Trimoreau (2002-2014), 248 matchs (? buts)
- Annie Fortems (1971-1984), ? matchs (? buts)

#### Les plus capées
Ce tableau retrace la liste des joueuses les plus capées de l'histoire du FCF Juvisy/Paris FC en compétitions officielles au 20 juillet 2023.
| Rang | Joueuse             | Période   | Championnat | Coupes | Europe | Total |
| 1    | Gaëtane Thiney      | 2008-     | 322         | 49     | 29     | 400   |
| 2    | Sandrine Soubeyrand | 2000-2014 | 289+        | 33+    | 21     | 343+  |
| 3    | Nelly Guilbert      | 1999-2016 | 273+        | 42+    | 20     | 335+  |
| 4    | Annaïg Butel        | 2007-2023 | 272         | 38+    | 18     | 328+  |
| 5    | Julie Soyer         | 2012-     | 221         | 25+    | 20     | 266+  |
| 6    | Amélie Coquet       | 2005-2016 | 207         | 27+    | 20     | 254+  |
| 7    | Émilie Trimoreau    | 2002-2014 | 212+        | 24+    | 18     | 254+  |
| 8    | Laëtitia Tonazzi    | 2001-2012 | 199+        | 23+    | 15     | 237+  |

Un signe + signifie que la statistique est incomplète.

#### Meilleures buteuses
Ce tableau retrace la liste des meilleures buteuses de l'histoire du FCF Juvisy/Paris FC en compétitions officielles au 20 juillet 2023.
| Rang | Joueuse                   | Période   | Championnat | Coupes | Europe | Total |
| 1    | Laëtitia Tonazzi          | 2001-2012 | 171         | 26+    | 15     | 212   |
| 2    | Gaëtane Thiney            | 2008-     | 156         | 35     | 9      | 200   |
| 3    | Marinette Pichon          | 2004-2007 | 89          | 10+    | 4      | 103   |
| 4    | Camille Catala            | 2012-2021 | 55          | 18     | 2      | 75    |
| 5    | Clara Mateo               | 2016-     | 58          | 10     | 2      | 70    |
| 6    | Julie Machart-Rabanne     | 2009-2015 | 47          | 7      | 9      | 63    |
| 7    | Amélie Coquet             | 2005-2016 | 48          | 8+     | 3      | 59    |
| 8    | Nelly Guilbert            | 2001-2016 | 41          | 14+    | 1      | 56    |
| 9    | Sandrine Soubeyrand       | 2001-2014 | 48          | 4+     | 5      | 54    |
| 10   | Virginie Bourdille-Mendes | 2001-2013 | 41+         | 7+     | 4      | 52    |

## Galerie de photos

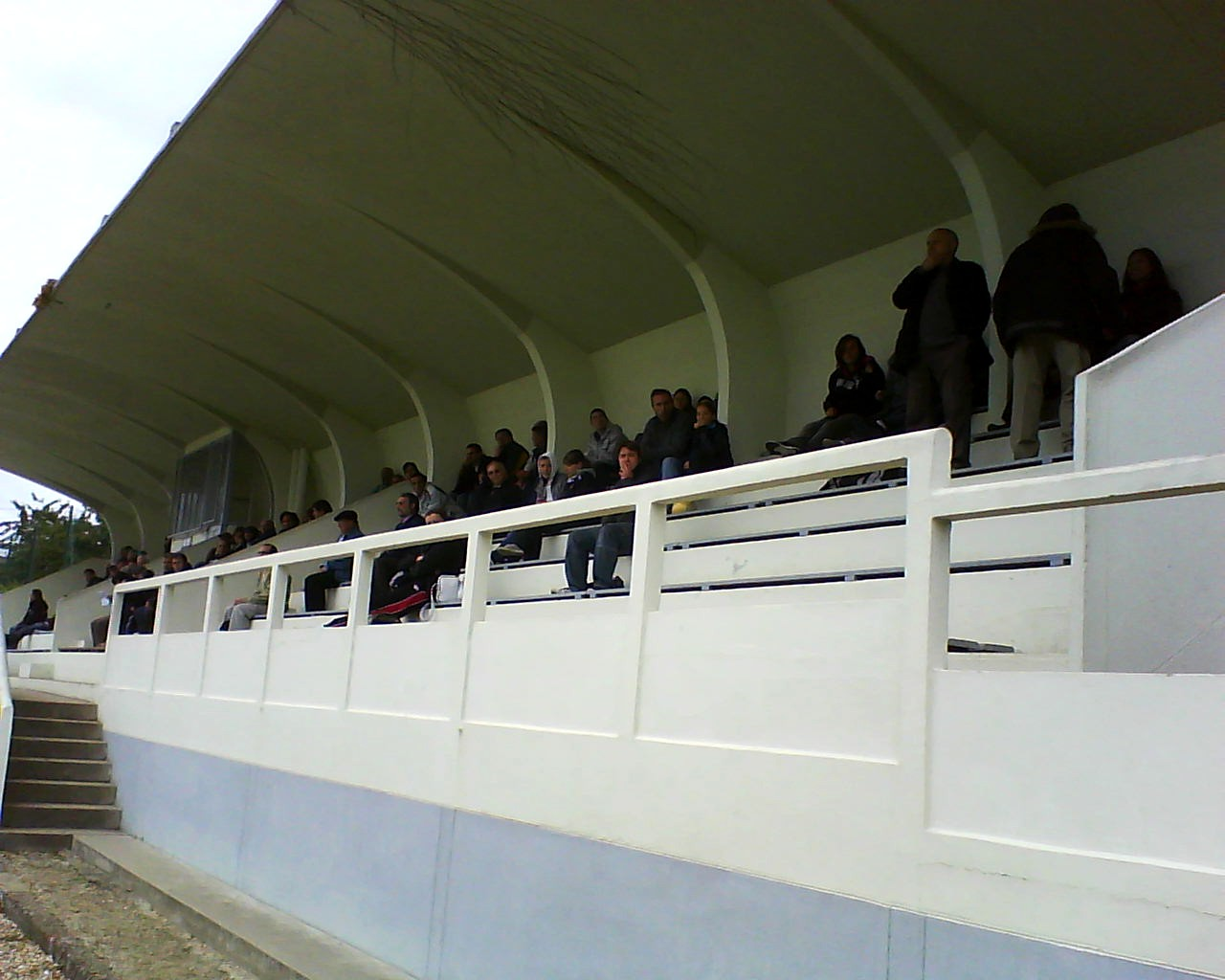
La tribune du stade Maquin
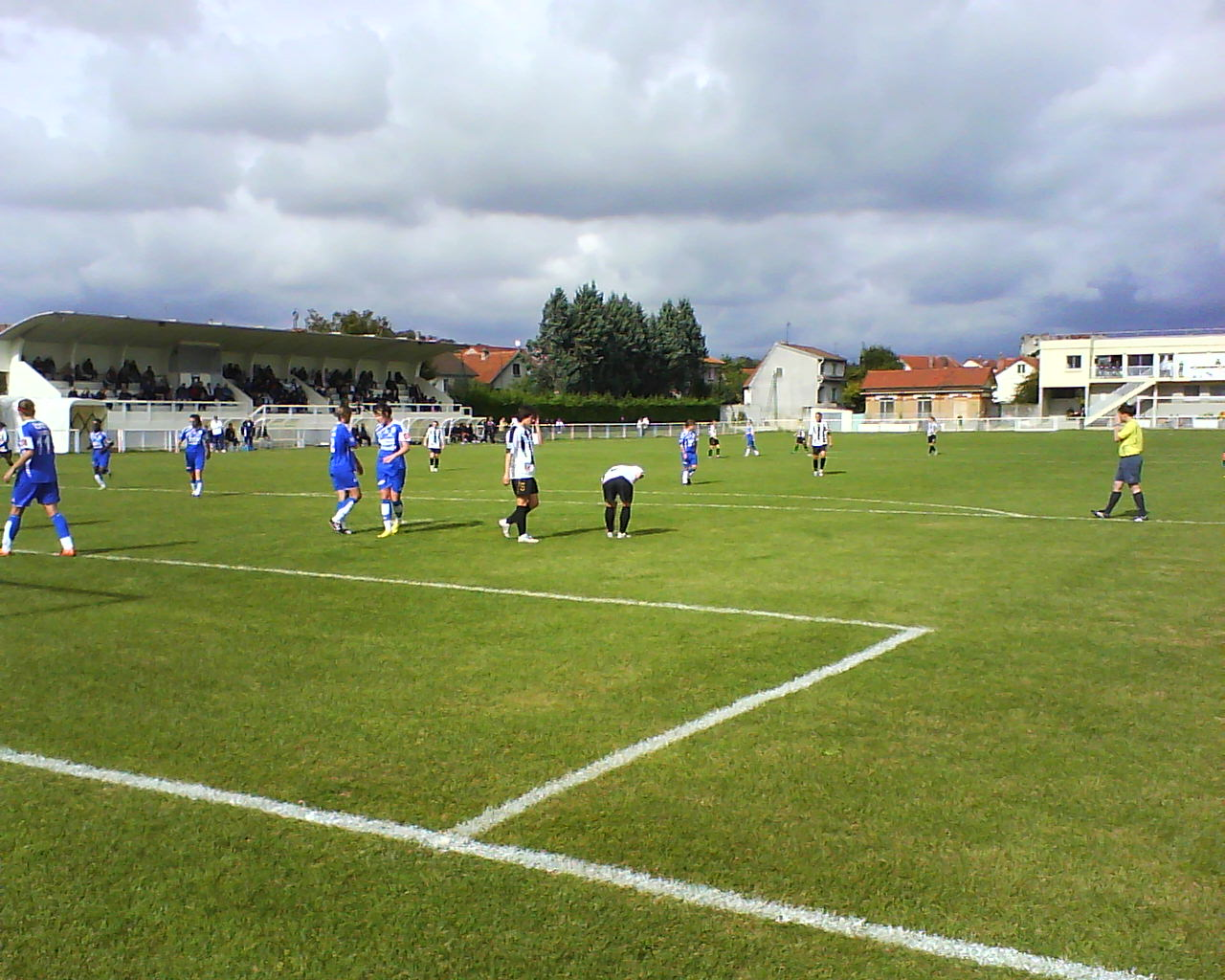
Match FCF Juvisy - FF Yzeure du 26 septembre 2010
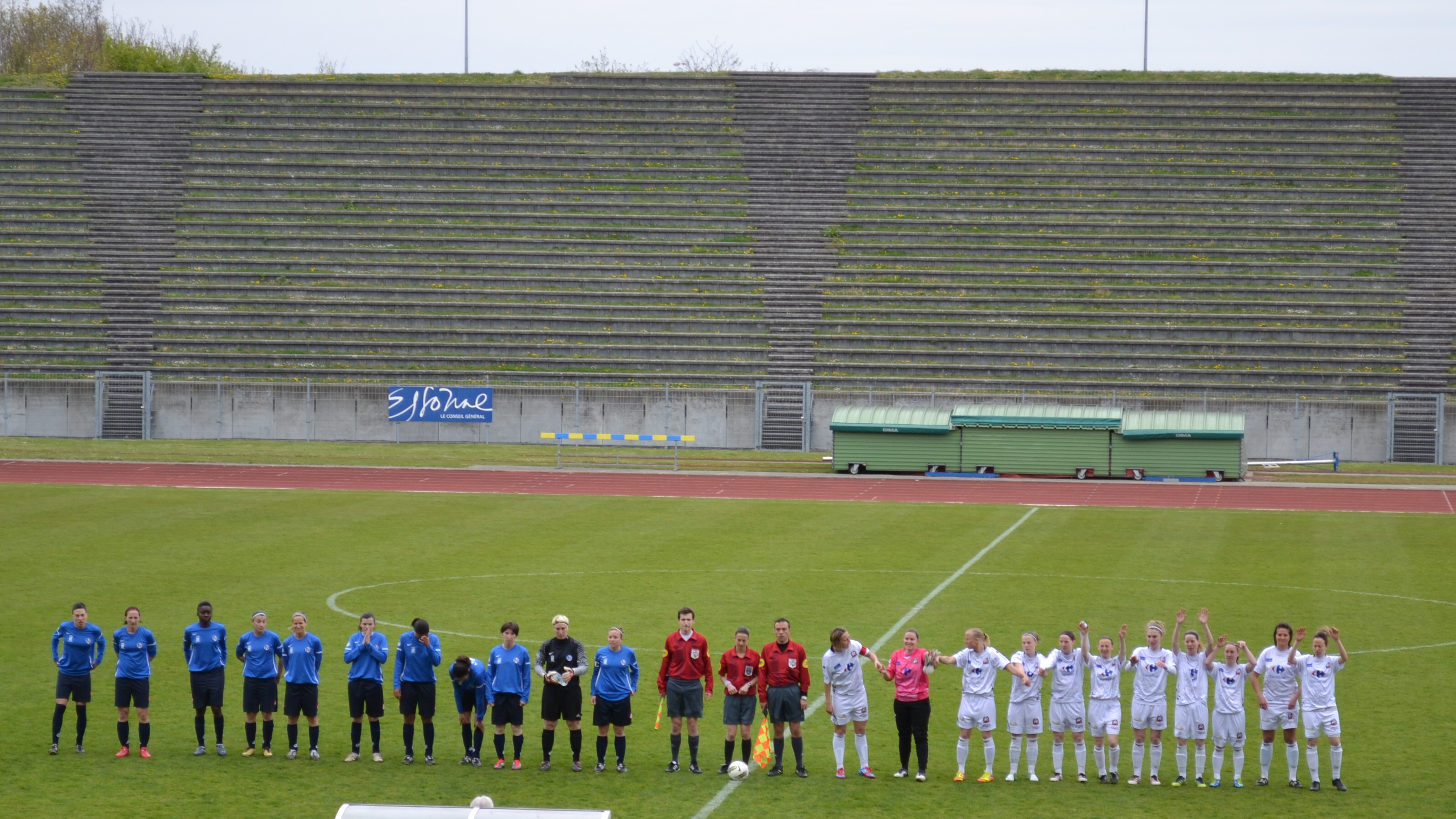
Match FCF Juvisy - AS Muretaine du 8 avril 2012
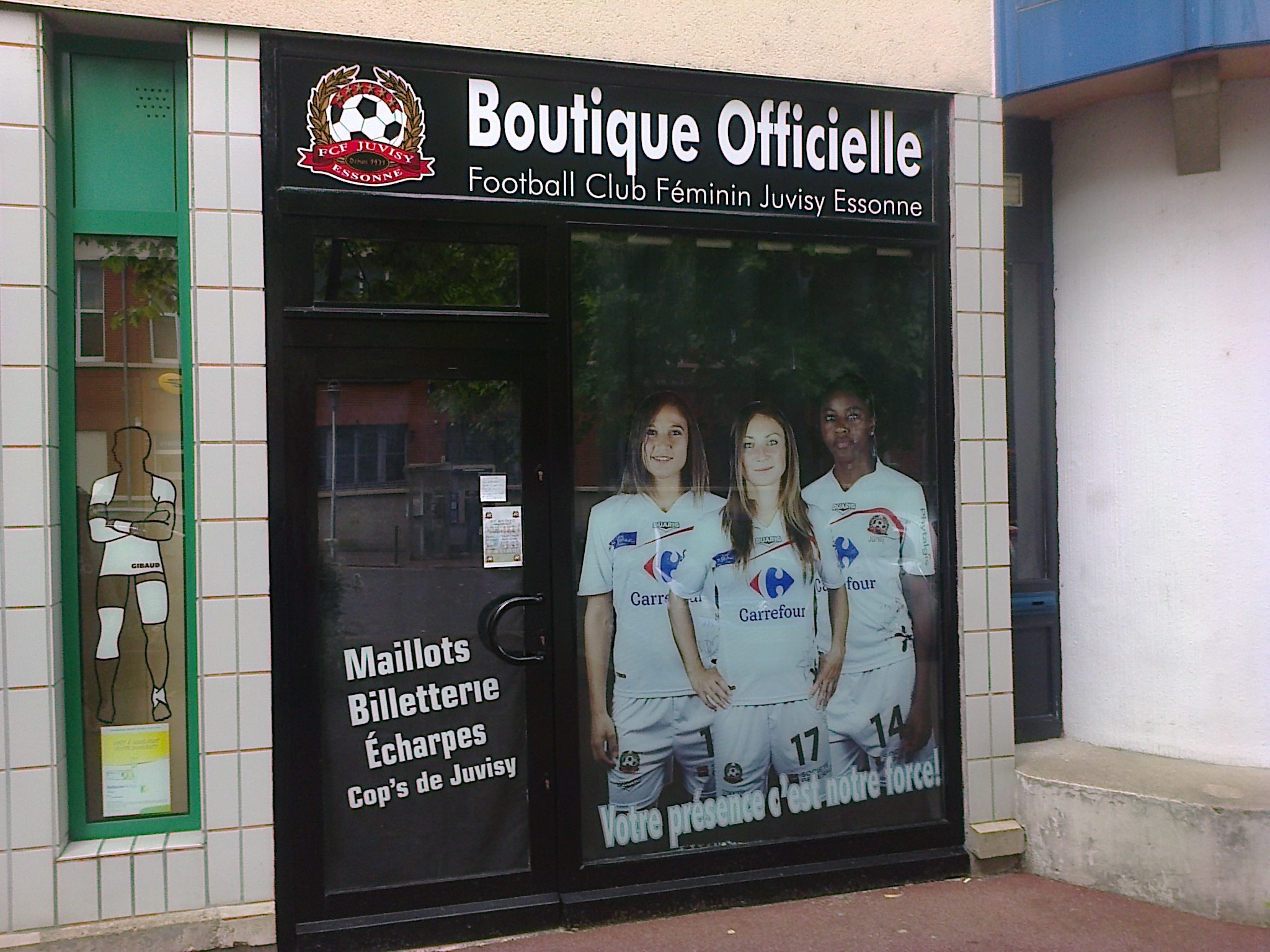
Boutique du FCF Juvisy, place du Maréchal Leclerc à Juvisy-sur-Orge

## Rivalités
Le club dispute le derby parisien face au Paris Saint-Germain et entretient également une rivalité avec le FC Fleury 91.